# The Burning (Ice Nine Kills)
The Burning è il primo EP del gruppo musicale statunitense Ice Nine Kills, pubblicato il 9 novembre 2007 dalla Red Blue Records.

## Tracce
1. The Greatest Story Ever Told – 4:13
2. In The Throws of a Moral Quandary – 3:34
3. Dead Is the New Black – 4:29
4. You Scratched My Anchor – 2:53
5. Build Your Own Disaster – 3:54
6. What I Should Have Learned in Study Hall – 3:55
7. Last Words – 4:34

## Formazione
- Spencer Charnas – voce, chitarra ritmica
- Jeremy Schwartz – voce secondaria, chitarra solista
- Hobie Boeschenstein – basso, cori
- Grant Newsted – batteria